# Moncloa-Aravaca
Moncloa-Aravaca – jeden z 21 dystryktów wchodzących w skład Madrytu. Tu znajduje się siedziba premiera Hiszpanii - Palacio de La Moncloa oraz największy w Europie kampus uniwersytecki Ciudad Universitaria de Madrid.

## Podział administracyjny
Moncloa-Aravaca dzieli się administracyjnie na 7 dzielnic:
- Casa de Campo
- Argüelles
- Ciudad Universitaria
- Valdezarza
- Valdemarín
- El Plantío
- Aravaca